# Panniculite
 Mise en garde médicale
Les panniculites sont un groupe de maladies caractérisées par une inflammation de la couche graisseuse sous-cutanée (dite pannicule ou panniculus adiposus).

## Symptômes
Ils comprennent :
- tension anormale de la peau, avec des nodules profonds et sensibles associée à un érythème et un œdème environnant[1] ou des tuméfactions roses à jaunâtres, généralement chaudes et sensibles, plutôt sur les membres inférieurs ; tuméfactions pouvant alors produire des cicatrices définitives ;
- signes systémiques tels que perte de poids et fatigue ;

- la maladie de Weber-Christian en est une forme particulière souvent induite par une maladie pancréatique (pancréatite, cancer, etc.) ou parfois par un déficit enzymatique en alpha-1-antitrypsine. Elle aboutit à une nécrose du tissu graisseux hypodermique (cyto-stéato-nécrose) marquée par des tuméfactions rouges, souvent douloureuses et parfois fistulantes d'où s'écoule de la graisse liquéfiée[1].

## Origines
L'origine de l'inflammation peut être multiple, exogène et/ou endogène ;
- infectieuse et systémique (ex-maladie de Lyme, lupus érythémateux, sarcoïdose, tuberculose (cause la plus fréquente de vasculite nodulaire)[2], etc.) ;
- toxique (les graisses peuvent concentrer divers polluants liposolubles) ;
- médicamenteuse notamment chez les enfants (les graisses peuvent concentrer certaines molécules ou métabolites). Les corticostéroïdes sont connus pour leur capacité à induire une panniculite[2] ;
- froid[2] ;
- frottements induits par des vêtements ou gaines trop serrés[2] ;
- introduction accidentelle ou délibérée de corps étrangers tels que huiles minérales ou végétales sous la peau ;
- ...et souvent inconnue, ce qui fait de ces troubles un défi tant pour le clinicien que le dermatologue[3].

## Diagnostic
Une panniculite peut toucher n'importe quel tissu adipeux (cutanée ou viscéral). Elle peut être fébrile et récidivante, stérile ou purulente ou liquéfiante (« panniculite nodulaire liquéfiante »).

Le diagnostic est habituellement fait sur la base de l'observation de l'apparence et de la localisation des nodules, puis de la recherche de causes possibles, et pour les causes endogènes sur l'étude d'éventuels antécédents médicaux et l’examen des systèmes corporels. 

Il est confirmé sur la base d'une biopsie profonde (excisionnelle ou incisionnelle) de la peau (pour colorations spéciales et mise en culture) et le cas échéant par des examens biologiques ou radiologiques complémentaires.

## Classification

### Du point de vue histologique
Un classement histologique est possible sur la base de critères tels que :
– la localisation des cellules inflammatoires (dans les cellules qui stockent le gras, ou dans les cloisons qui les séparent) ;
– la présence ou l'absence de vascularite associée.
On a ainsi défini quatre principaux sous-types histologique :
1. Panniculite lobulaire (nodulaire) sans vasculite (Panniculite aîgue, autrefois nommée maladie de Weber-Christian[5] ou panniculite nodulaire systémique ; Les causes sont alors traumatiques (engelures, traumatisme contondant, injection), ou infectieuses, pancréatique, liée à un problème néonatal ou de l'enfance, Histiocytaire cytophagique ;  maladies du tissu conjonctif (MTC) telles que dermatomyosite DM) ou lupus érythémateux systémique (LES), Lipodermatosclérose, Calciphylaxie, carence en α1-antitripsine[1] ;
2. Panniculite (lobulaire) nodulaire avec vasculite ; érythème induré, érythème noueux lépreux, phénomène de Lucio[1] ;
3. Panniculite septale sans vascularite[6]. Les causes peuvent être un Érythème noueux (panniculite la plus fréquente), sclérodermie  / morphée profonde / fascite à éosinophiles[1] ;
4. Panniculite septale avec vascularite[6]. Les causes sont alors possiblement : Vasculite leucocytoclasique (petits vaisseaux) ; polyartérite noueuse (PAN) cutanée (artères moyennes), thrombophlébite migratoire superficielle (grosses veines)[1].

### Du point de vue symptomatologique
Les panniculites peuvent aussi être classées sur la base de la présence/absence de symptômes systémiques :
- panniculites non systémiques ; elles peuvent résulter de traumatismes physique ou d'une exposition à un grand froid[7]  ;
- panniculites avec troubles systémiques.  Elles peuvent résulter :
  - de troubles des tissus conjonctifs, dont par exemple un Lupus érythémateux ou une sclérodermie,
  - d'une maladie lymphoproliférative telle qu'un lymphome ou une histiocytose,
  - d'une pancréatite ou d'un cancer du pancréas,
  - maladie intestinale inflammatoire[1],
  - d'une sarcoidose impliquant la peau (20 % des cas),
  - d'un déficit en alpha 1-antitrypsine (cause fréquente),
  - de beaucoup d'autres causes, dont inconnues...

## Symptômes ou troubles associés
Lipoatrophie ou lipodystrophie (perte de tissus adipeux sous-cutanés).

## traitements
- Traitement des symptômes
- Mise au repos avec les jambes surélevées[2],[1]
- Médication anti-inflammatoires non stéroïdiens (AINS)[2] ou salicylates contre la douleur[1]
- Quand la cause est connue ; suppression de celle-ci[2].